# St. Johannes der Täufer (Pisz)
Die Kirche St. Johannes der Täufer in Pisz (deutsch Johannisburg) stammt aus der Mitte des 19. Jahrhunderts und galt einst als die größte Fachwerkkirche in Masuren. Bis 1945 war sie Pfarrkirche für das evangelische Kirchspiel Johannisburg in Ostpreußen und ist seither das zentrale Gotteshaus der römisch-katholischen Pfarrei Pisz in der polnischen Woiwodschaft Ermland-Masuren.

## Geographische Lage
Pisz liegt im Südosten der Woiwodschaft Ermland-Masuren südlich des Spirdingsees (polnisch Jezioro Śniardwy) im Kreuzungspunkt der polnischen Landesstraßen 58 und 63. Pisz ist auch Bahnstation an der Bahnstrecke Olsztyn–Ełk (deutsch Allenstein–Lyck).
Die Kirche steht in der Stadtmitte auf der Nordseite der ulica Tadeusza Kościuszki.

## Kirchengebäude
Über das älteste, bereits aus der Ordenszeit stammende Kirchengebäude ist nichts bekannt – außer dass um 1500 ein polnischer Adliger eine Glocke aus der Kirche geraubt hat, die seine Witwe 1502 wieder herausgab.
Am 21. November 1694 brannte ein wohl erst nach Einführung der Reformation errichteter Kirchenbau ab. Ein Neubau entstand bis 1696. Aus drei eingeschmolzenen Glocken wurde 1695 eine große gegossen. 1713 wurden der Boden und die Chöre fertig.
In den Jahren 1737 bis 1739 erhielt die Kirche einen Turm. Es ist der jetzt noch vorhandene und 35 Meter hohe massive Bau, an dessen Spitze man 1748 eine Uhr anbrachte.
Am 28. Oktober 1838 musste das Gotteshaus wegen Baufälligkeit geschlossen werden. Der Gottesdienst wurde in eine Notkirche verlegt, die in Turoscheln (1938–1945 Mittenheide, polnisch Turośl) stand.
Im Jahr 1843 konnte endlich die neu erbaute und heute noch vorhandene Kirche ihrer Bestimmung übergeben werden. Es handelt sich um einen schlichten Saalbau aus Fachwerk; der Turm der vorigen Kirche steht vorgelegt.

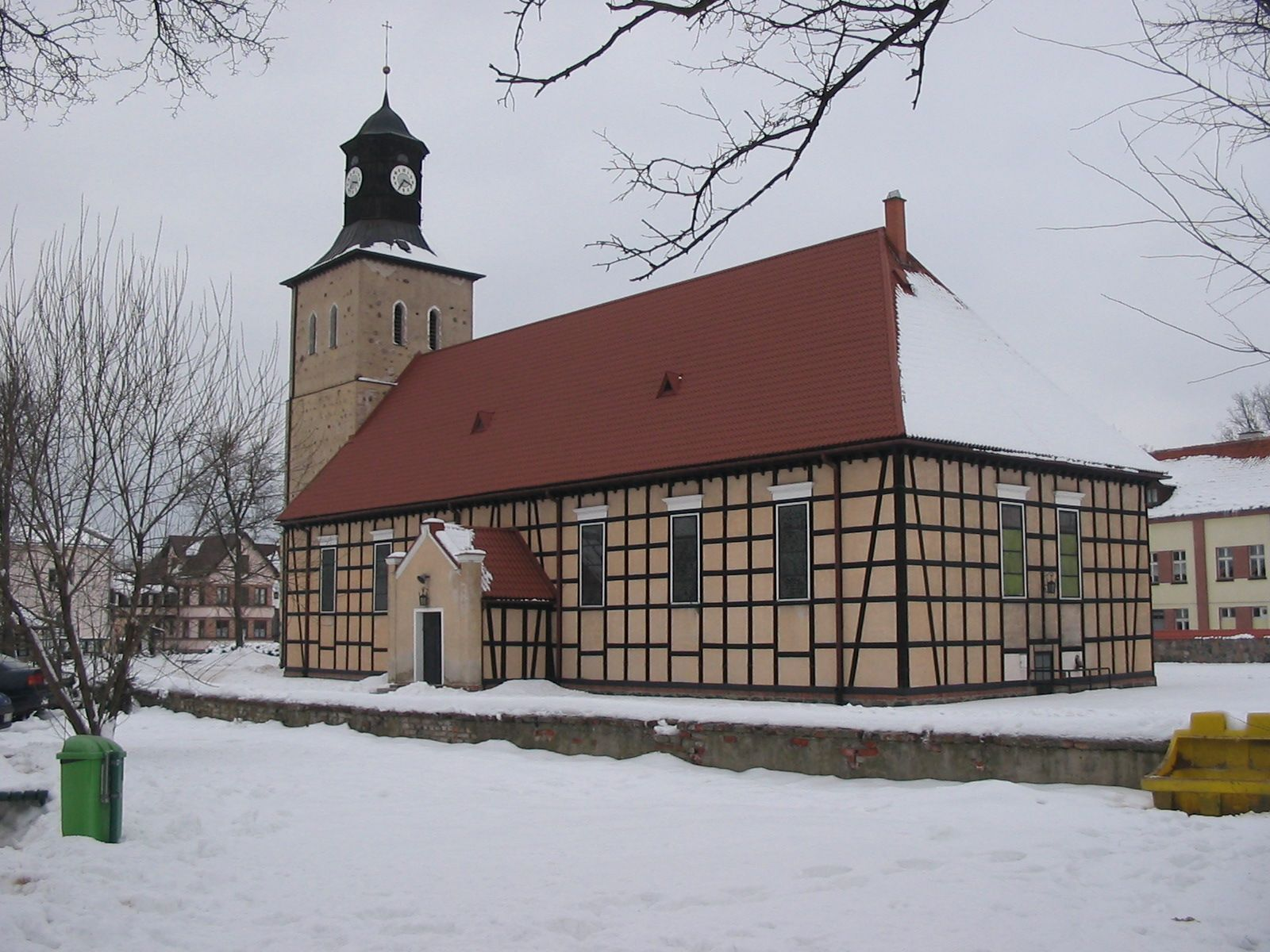
Die Kirche von Südosten im Winter

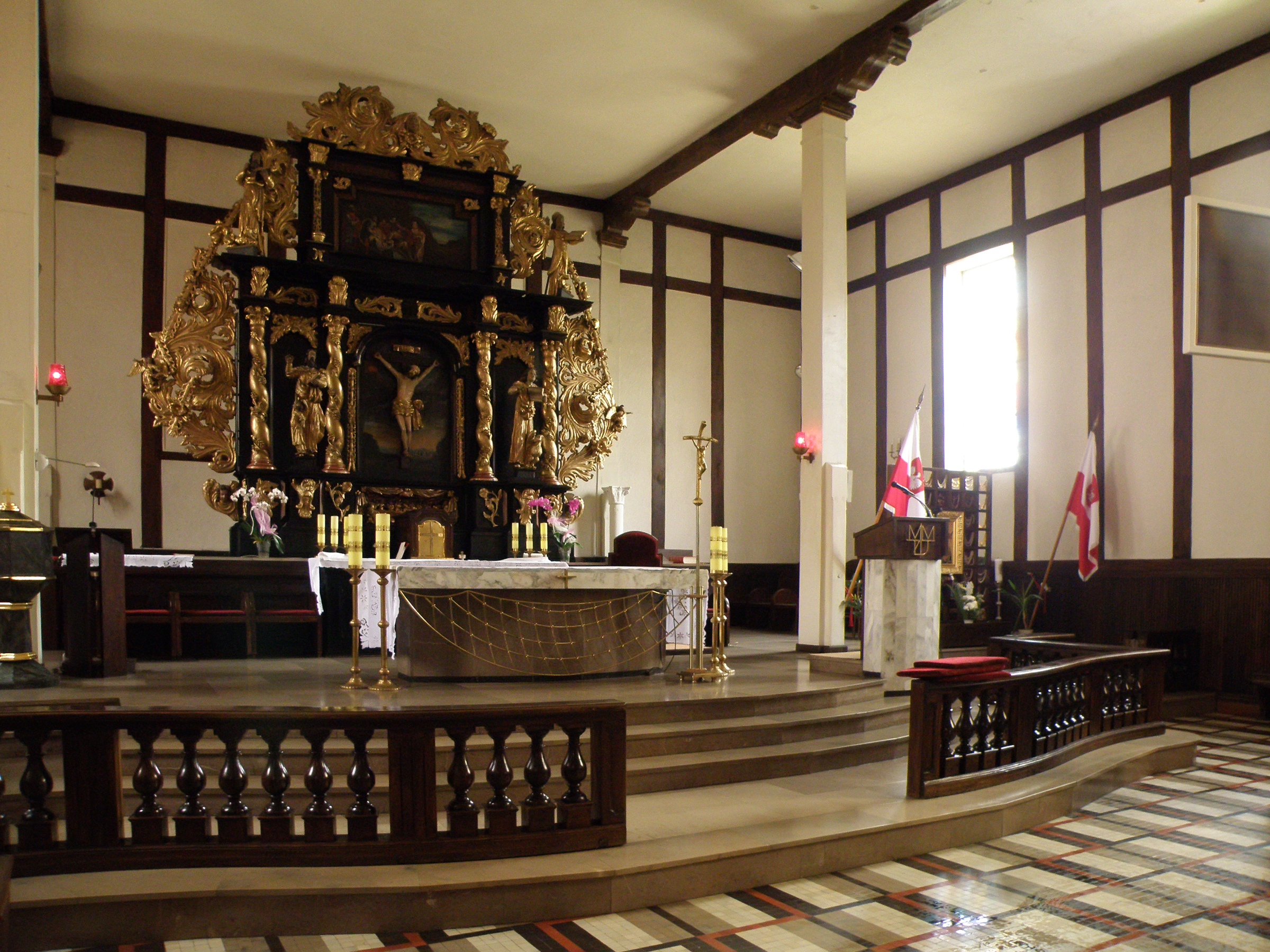
Blick auf den Altar von 1696

Der Innenraum der Kirche hat eine flache mit Kassetten bemalte Holzdecke und seitliche Emporen. Der reich ausgestattete Altar wurde aus der früheren Kirche übernommen. Die figurenreiche barocke Kanzel von 1701 ist aus dem Achteck geschnitzt und wird von Mose und Johannes dem Täufer getragen. Ein Taufengel von 1704 wird der Werkstatt des Isaak Riga zugeschrieben, und zwei Abendmahlsengel wurden Anfang des 18. Jahrhunderts geschaffen.
Zwei Standleuchter stammen von 1820, sie wurden wahrscheinlich ais Königsberger Eisenguss gefertigt. Der silberne Abendmahlskelch zeigte das eingravierte Bild des Pfarrers Hieronymus Maletius mit seiner Frau und seinem Sohn, die während der Pest in Johannisburg am Leben blieben und aus Dankbarkeit den Kelch stifteten.
Die Orgel der Kirche fertigte 1801 der Königsberger Orgelbauer Max Terletzki an. Das Geläut bestand bei der Kirchweihe aus zwei, heute aus drei Glocken.
Im Jahr 1933 wurde die Kirche grundlegend renoviert. Die Kosten beliefen sich auf 33.000 Mark.
Seit 1945 ist die Kirche ein katholisches Gotteshaus und wurde für die veränderten liturgischen Zwecke entsprechend umgestaltet. Die Pfarrkirche wurde dem Namenspatron der Stadt Johannes dem Täufer gewidmet.

## Kirchengemeinde

### Evangelisch

#### Kirchengeschichte
Bereits in vorreformatorischer Zeit war Johannispurgk ein Kirchdorf, wohl als Gründung des Deutschen Ordens. Die Reformation fasste hier sehr früh Fuß, und es wirkten hier bis 1945 zwei bis drei Geistliche gleichzeitig. Bis 1715 gehörte das Kirchspiel Johannisburg zur Inspektion Lyck (polnisch Ełk). Später und bis 1945 wurde die Stadt selber das Zentrum eines Kirchenkreises innerhalb der Kirchenprovinz Ostpreußen in der Evangelischen Kirche der Altpreußischen Union. Im Jahr 1925 zählte die Pfarrei insgesamt 12.105 Gemeindeglieder, von denen mehr als die Hälfte in den Orten des weitflächigen Kirchspiels lebte.
Flucht und Vertreibung der einheimischen Bevölkerung ließen nach 1945 das Leben der evangelischen Gemeinde in Pisz einbrechen. Die heute hier lebenden wenigen evangelischen Kirchenglieder finden in der wieder entstandenen Pfarrei eine neue Heimat. Sie verfügt über ein neues Gemeindehaus mit dem Taufstein aus der Kirche Alt Ukta und hat ihren Sitz in der ul. Ingnacego Daszyńskiego 12A und gehört zur Diözese Masuren (Sitz: Olsztyn (Allenstein)) der Evangelisch-Augsburgischen Kirche in Polen. In Biała Piska (Bialla, 1938–1945 Gehlenburg), Ełk (Lyck) und Wejsuny (Weissuhnen) bestehen Filialgemeinden.

#### Kirchspielorte
Bis 1945 waren nahezu fünfzig Orte, Ortschaften und Wohnplätze in das evangelische Kirchspiel Johannisburg eingepfarrt:
| Name             | Änderungsname 1938 bis 1945 | Polnischer Name |  | Name                                | Änderungsname 1938 bis 1945 | Polnischer Name  |
| Adlig Borken     |                             | Borki           |  | Klein Wiartel                       |                             | Wiartel Mały     |
| *Babrosten       |                             | Babrosty        |  | Kobussen                            | Vorwerk Maldaneien          |                  |
| Birkenbruch      |                             | Białobrzegi     |  | Kruppa                              | Geyersmühle                 |                  |
| *Breitenheide    |                             | Szeroki Bór     |  | Kullik, Oberförsterei und Försterei |                             | Kulik            |
| Browarnik        | Henkelswalde                | Browarnik       |  | *Lupken                             |                             | Łupki            |
| *Faulbruch       |                             | Imionek         |  | Maldaneyen                          | Maldaneien                  | Maldanin         |
| Faulbruchswerder |                             | Czarny Róg      |  | Masten                              |                             | Maszty           |
| Grodzia          | (ab 1933) Vogelsang         | Grodzie         |  | *Mittel Pogobien                    | Mittelpogauen               | Pogobie Średnie  |
| *Groß Kessel     |                             | Kocioł          |  | *Niedzwedzen                        | (ab 1924) Reinersdorf       | Niedźwiedzie     |
| *Gutten J        |                             | Stare Guty      |  | Pieczisko                           | (ab 1935) Waldofen          | Pieczysko        |
| Hahnebruch       |                             | Kurze Bagno     |  | *Rybittwen                          | Ribitten                    | Rybitwy          |
| *Hinter Lippa    | Hinter Oppendorf            | Lipa Tylna      |  | Samordey, Forst                     | Samordei                    | Zamordeje        |
| *Hinter Pogobien | (ab 1933) Hirschwalde       | Pogobie Tylne   |  | *Sawadden                           | Ottenberge                  | Zawady           |
| Jablon           | Wasserborn                  | Jabłoń          |  | *Schiast                            | Schast                      | Szast            |
| Janina           | (ab 1931) Hirscheck         | Janina          |  | *Snopken                            | Wartendorf                  | Snopki           |
| *Jaschkowen      | Reiherswalde                | Jaśkowo         |  | *Sowirog                            | Loterswalde                 | Sowiróg          |
| *Jeglinnen       | Wagenau                     | Jeglin          |  | Sparken                             |                             | Szparki          |
| Jegodnen         | Balkfelde                   | Jagodne         |  | Vorder Pogobien                     | Vorderpogauen               | Pogubie Przednie |
| Jegodschin       | Waldeslust                  | Jegodzin        |  | *Wiartel                            |                             | Wiartel          |
| *Johannisburg    |                             | Pisz            |  | *Wiesenheim bis 1904: Pietrzyken    |                             | Pietrzyki        |
| Johannishöhe     |                             |                 |  | *Wilken                             | Wilkenhof                   | Wilki            |
| *Kallenzinnen    | Dreifelde                   | Kałęczyn        |  | Wolfsbruch                          |                             | Wilcze Bagno     |
| Karwik           |                             | Karwik          |  | Wolka                               |                             |                  |
| Kerschek         | Haselheide                  | Kierzek         |  | Wonglik                             | Balzershausen               | Wąglik           |

#### Pfarrer
Von der Zeit der Reformation bis 1945 amtierten an der evangelischen Kirche in Johannisburg als evangelische Geistliche die Pfarrer:
- Bernhard N., bis 1533
- Martin N., ab 1533
- Johann Kapkowski, 1542
- NN., 1550
- Martin Glossa, 1547–1564
- Thomas Oningius, ab 1564
- Sebastian Czechanski, 1565
- Johann Meyer, bis 1588
- Johann Cretius
- Nicolaus Orlowius, 1592–1627
- Thomas Pilchowski, 1599/1605
- Christoph Oberhüber, 1617–1626
- Georg Gregorowius, 1628–1670
- Christoph Orlowius, 1628–1670
- Georg Czierniewski, 1648–1657
- Albrecht Hoffmann gen. Baginski, 1658–1690
- Johann Gregorovius, 1672–1692
- Paul Roscius, 1684
- Simon Hoffmann gen. Baginski, 1690–1710
- Hieronymus Maletius, 1692–1700
- Georg Ambrosius, 1698–1710
- Wilhelm Tyßka, 1710–1725
- Fabian Kowalewski, 1711–1720
- Christian Werner, 1720–1721
- Christoph Pisanski, 1722–1757
- Johann Friedrich Boretius, 1726–1735
- Gottfried Schwenkner, 1735–1741
- Theodor Salomon, 1742–1756
- Gottfried Richter, 1757–1781
- Johann Schultz, 1757–1769
- Matthias Boretius, 1769–1791
- Thimotheus Gisevius, 1781–1787
- Michel Schulz, 1787–1833
- Jacob Hambruch, 1791–1800
- Paul Samuel Paulini, 1800–1836
- Gottfried Schulz, 1818–1820
- Wilhelm Schulz, 1823–1838
- Johann Franz Ed. Thiesen, 1838–1851
- Samuel Rudolf Ebel, 1852–1866
- Eduard Friedrich Moldehnke, 1866–1869
- Robert Stiller, 1867–1888[10]
- Ernst Otto Casper, 1869–1884
- Johann Julius G. Rimarski, 1885–1886[10]
- Johann Hermann Bolz, 1885–1886
- Gustav Johannes Willamowski, 1885–1887
- August Louis Johann Sakowsky, 1888
- Friedrich Julius Leopold Skierlo, 1888–1916
- Gottlieb Heichrich August Rothe, 1889–1907
- Moritz Em. Paul Gielke, 1891–1895
- Carl Hartmann, ab 1899
- Paul Hensel, 1907–1929[10]
- Otto Eichel, 1911–1929
- Carl Rosenhan, 1919–1931
- Enst Link, 1929–1945
- Waldemar Ambrosy, 1931–1945
- Albert Droysen, 1933–1945

#### Kirchenbücher
Von den Kirchenbuchunterlagen der Pfarrei haben sich erhalten und werden bei der Deutschen Zentralstelle für Genealogie (DZfG) in Leipzig aufbewahrt:
- Taufen: 1696 bis 1710, 1721 bis 1814, Stadt: 1815 bis 1849, Land: 1766 bis 1851
- Trauungen: 1730 bis 1764, 1766 bis 1875
- Begräbnisse: 1711 bis 1721, 1736 bis 1766, Stadt: 1847 bis 1857, Land: 1858 bis 1874
- Kommunikanten: 1801 bis 1808.

### Römisch-katholisch
Die Zahl der katholischen Kirchenglieder vor 1945 in der Stadt Johannisburg war überschaubar: 1890 zählte man 117, und 287 im Jahr 1925. Seit 1869 gibt es in der Stadt eine eigene Pfarrei, deren Fläche den gesamten Kreis Johannisburg umfasste. Bis 1945 gehörte die Pfarrei zum Dekanat Masuren II im Bistum Ermland, dessen Amtssitz auch in Johannisburg war.
Die Zahl der Katholiken nahm nach 1945 einen ungeheuren Aufschwung. Zahlreiche polnische Neusiedler ließn sich in der Stadt Pisz und Umgebung nieder; fast ausnahmslos waren sie katholischer Konfession. Das bisher evangelische Gotteshaus wurde ihre Pfarrkirche; heute gibt es in Pisz vier katholische Kirchen, von denen drei in den 1990er Jahren errichtet wurden. Pisz ist jetzt Sitz des elf Pfarreien umfassenden Dekanats Pisz im Bistum Ełk der Römisch-katholischen Kirche in Polen.